# Krav Maga

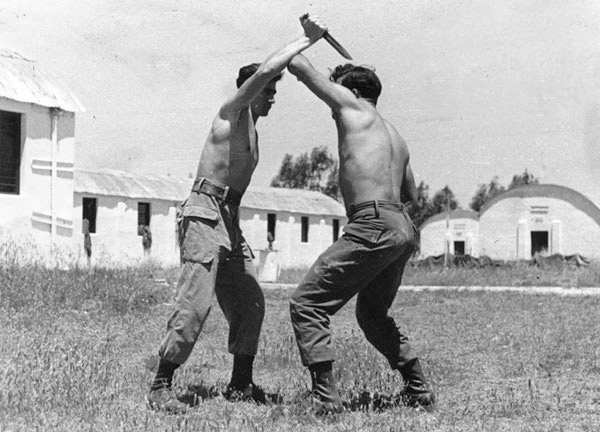
Training in der israelischen Fallschirmjägerbasis in Tel Nof.
Rechts: ein Absolvent des Kurses, 1955

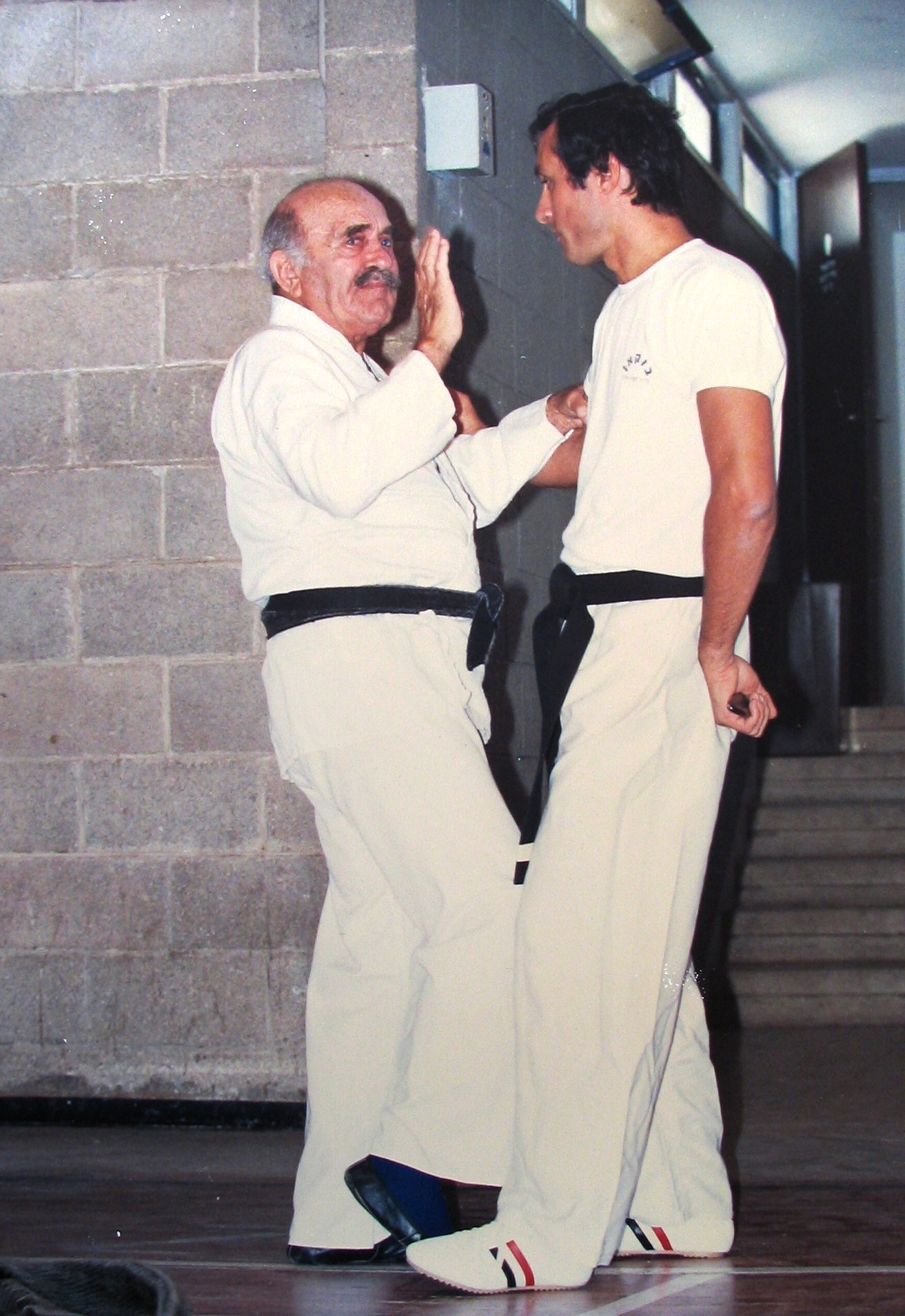
Imrich Lichtenfeld (links) mit Yaron Lichtenstein.
Die Kleidung ist an die Übungs-Bekleidung (inkl. Gürtel) der seinerzeit vorherrschenden japanischen Kampfkünste angelehnt.

Krav Maga (hebräisch קרב מגע für Kontaktkampf) ist ein modernes, eklektisches israelisches Selbstverteidigungssystem, das bevorzugt Schlag- und Tritttechniken nutzt, aber auch Grifftechniken, Hebel und Bodenkampf beinhaltet.

## Etymologie
Der Name Krav Maga (קרב מגע) bedeutet Kontaktkampf, wobei krav (קרב) Kampf und maga (מגע) Kontakt bedeutet.

## Geschichte

### Slowakei: Selbstverteidigung gegen antisemitische Schläger
Die Ursprünge des Krav Maga gehen auf den 1910 in Budapest geborenen und später in Bratislava aufgewachsenen Imrich Lichtenfeld zurück. Lichtenfeld hatte von seinem Vater, einem Polizisten, Techniken des Jiu Jitsu erlernt und war später als Boxer und Ringer erfolgreich. Aus seiner Erfahrung in diesen drei Kampfsportarten entwickelte er eigene Selbstverteidigungstechniken, um sich und seine jüdischen Mitbürger vor antisemitischen Übergriffen in der von den ultranationalistischen Ludaken dominierten Ersten Slowakischen Republik zu schützen. Nachdem sich diese als Verbündete der Achsenmächte am deutschen Angriffskrieg gegen Polen beteiligt hatte und zugleich Rassengesetze ausrief, die später im Holocaust mündeten, gelang Lichtenfeld 1940 die Flucht ins Exil und mit Hilfe der britischen Armee die Emigration nach Palästina.

### Palästina: Militärischer Nahkampf
Im damaligen britischen Protektorat Palästina unterrichtete Lichtenfeld, zuerst mit britischer Unterstützung, Nahkampf in den zionistischen Untergrundorganisationen Haganah und Palmach. Seinen Familiennamen änderte er in die hebräische Form Sde-Or. Nach Gründung des Staates Israel 1948 wurde er Nahkampfausbilder in der israelischen Armee.

### Israel und später weltweit: Selbstverteidigungssystem
Nach seiner Tätigkeit in der israelischen Armee adaptierte Lichtenfeld das militärische Krav Maga für Polizisten und Zivilisten. Dazu wurden die Techniken der nichtmilitärischen Rechtslage angepasst (siehe Notwehr). Nach dem Tod Lichtenfelds 1998 erhoben mehrere seiner Schüler den Anspruch auf den Titel des „legitimen Nachfolgers“ im Bereich des zivilen Krav Maga, so zum Beispiel:
- Avi Moyal (Leiter International Krav Maga Federation)
- Gabi Noah (Leiter IKM International Krav Maga),
- Haim Gidon (Leiter Israeli Krav Maga Association),
- Eyal Yanilov (Leiter Krav Maga Global),
- Haim Zut (Leiter Krav Maga Federation Haim Zut) und
- Yaron Lichtenstein (siehe Bild, rechts).

| weiß    |
| gelb    |
|         |
| orange  |
|         |
| grün    |
|         |
| blau    |
|         |
| braun   |
|         |
| schwarz |
|         |
|         |
|         |
|         |

## Krav Maga in der Gegenwart

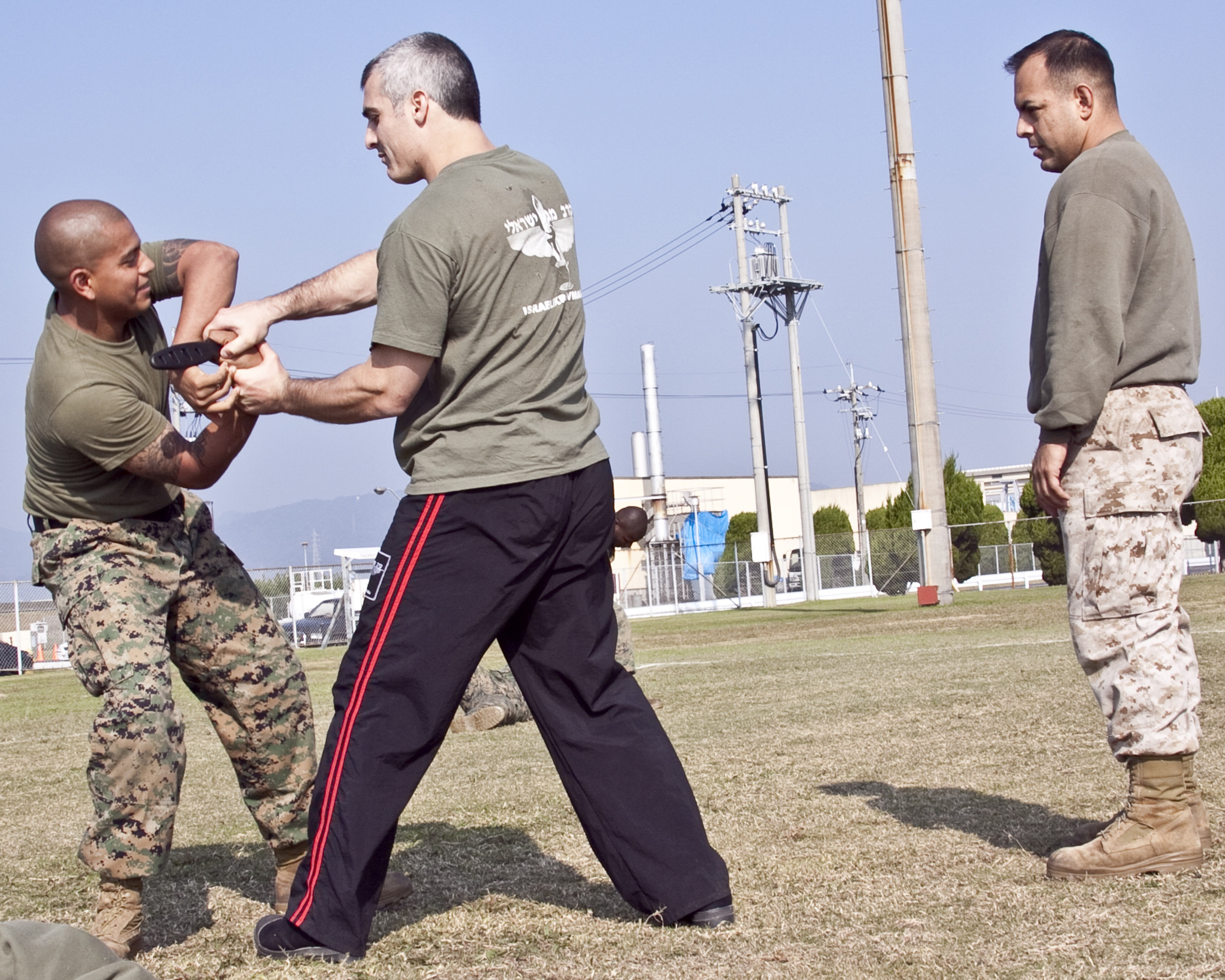
Krav-Maga-Training, US Marine Corps, 2009

Heute wird Krav Maga weltweit unterrichtet. Dabei muss zwischen drei Zielgruppen unterschieden werden:
- Krav Maga für Privatpersonen: zur Selbstverteidigung, zur Deeskalation, zur Stressresistenz und mit Zusatznutzen für die Gesundheit und Fitness[1]
- Krav Maga für den Sicherheitsbereich und die Polizei
- Krav Maga für das Militär

Die Zielsetzung für Privatpersonen besteht darin, effektive und einfache Methoden sowie Taktiken zu erlernen, um sich vor Gewalt zu schützen und sich erfolgreich wehren zu können. Für viele gibt der Spaß- und Fitnessfaktor den Ausschlag, Krav Maga zu trainieren. In den USA wird Krav Maga beispielsweise stark als Fitnesssystem genutzt.
Im Sicherheitsbereich und bei der Polizei liegen die Schwerpunkte der Ausbildung in Deeskalation, Eigenschutz, Einsatztaktik, Personenschutz, Veranstaltungsschutz sowie Abführ- und Kontrolltechniken.

## Krav Maga im zivilen Bereich
Krav Maga zeichnet sich durch einfache Techniken aus. Natürliche und instinktive Reaktionen werden im System berücksichtigt und sinnvoll eingebunden. Dadurch ist Krav Maga relativ schnell zu erlernen. Krav Maga ist seinem Selbstverständnis nach kein Sport, sondern ein reines Selbstverteidigungssystem. Es gibt keine Wettkämpfe. Dennoch existiert ein Graduierungssystem, das Einblicke in das individuelle Leistungsniveau gewährt:
- Practitioner Level – Gurtfarben: weiß, gelb, gelb, orange, orange, grün
- Graduate Level – Gurtfarben: grün, blau, blau, braun, braun
- Expert Level – Gurtfarbe: schwarz

Besonders das richtige Reagieren unter Stress wird trainiert. Dabei wird der richtigen Taktik in Gefahrensituationen viel Raum eingeräumt. So gilt beispielsweise die Empfehlung, die eigenen Hände in Kinnhöhe zu halten, um sie schnell zur Abwehr oder zum Gegenangriff einsetzen zu können. Zusätzlich geht es auch darum, Gefahren frühzeitig zu erkennen und durch geschicktes Verhalten dem Konflikt auszuweichen oder den Gegner zu entwaffnen.
Aufgrund der historischen Entwicklung, des Kampfsport-Hintergrundes vieler Vertreter und der Orientierung nach Prinzipien und weniger nach starren Techniken sind inzwischen verschiedene Organisationen und Interpretationen des Krav Maga entstanden, die sich teilweise in der Auswahl der Techniken (vor allem bei fortgeschrittenen Programmen) und Trainingsmethoden unterscheiden. Im deutschsprachigen Raum werden mittlerweile unterschiedlichste Krav-Maga-Varianten unterrichtet.
Verschiedene internationale Krav-Maga-Verbände bieten Seminare in Deutschland an:
- Ein Beispiel hierfür ist die im internationalen Vergleich größte Krav-Maga-Organisation International Krav Maga Federation (IKMF).
- Der ehemals zur IKMF gehörende US-amerikanische Krav-Maga-Verband nennt sich seit 2005 Krav Maga Worldwide und versucht, über die USA hinaus zu expandieren.
- Im Juni 2010 trennte sich Eyal Yanilov von der IKMF und gründete mit Krav Maga Global (KMG) einen neuen weltweiten Krav-Maga-Verband. Dadurch ist die IKMF in ihrer Größe reduziert worden, weist aber immer noch eine internationale Verbreitung auf. Die Leitung der IKMF übernahm Avi Moyal.
- Ein weiterer ist beispielsweise das Krav Maga Commando Krav Maga von Moni Aizik.

## Krav Maga bei der deutschen Bundeswehr
An der Luftlande- und Lufttransportschule der deutschen Bundeswehr in Oberbayern lehrten seit Anfang 2008 zwei IKMF-Instruktoren militärisches Krav Maga im Rahmen des Einzelkämpferlehrgangs.

## Krav-Maga-Techniken und -Methoden
Im Krav Maga werden je nach Zielgruppe unterschiedliche Techniken und Methoden trainiert.
Dazu zählen:
- verbale Deeskalation
- Rollenspiele
- Bewegungslehre
- 360-Grad-Abwehr
- Innenabwehr
- Fausttechniken
- Handballentechniken
- Hammerschläge
- Ellbogentechniken
- Tritttechniken
- Knietechniken
- Einsatz von Alltagsgegenständen zur Selbstverteidigung
- Waffenabwehr, gezielte Entwaffnung von Gegnern
- Stressdrills
- Situationstraining
- Mugging-Training: Training mit einem Vollkontaktschutzanzug
- Sparring und Slow-Fights

## Verhältnis zu KAPAP
Innerhalb des israelischen Militärs existieren verschiedene Nahkampfsysteme. Der allgemeine und offizielle Begriff für alle diese Systeme ist KAPAP (קפא״פ, Abkürzung für קרב פנים אל פנים Krav Panim el Panim „Kampf von Angesicht zu Angesicht“). Durch den internationalen Erfolg von Krav Maga inspiriert, begannen auch andere Nahkampfausbilder ihre Systeme an die Erfordernisse von Zivilpersonen anzupassen, teilweise auch unter dem Namen Krav Maga, etwa Moni Aizik (Commando Krav Maga) oder Amnon Maor (Krav Maga Maor). Andere Beispiele von Selbstverteidigungssystemen, die aus dem militärischen Nahkampf entsprungen sind, sind etwa das SPEAR-System und Combatives.